# Сорта земляники садовой
В список входят сорта земляники ананасной (Fragaria ×ananassa).

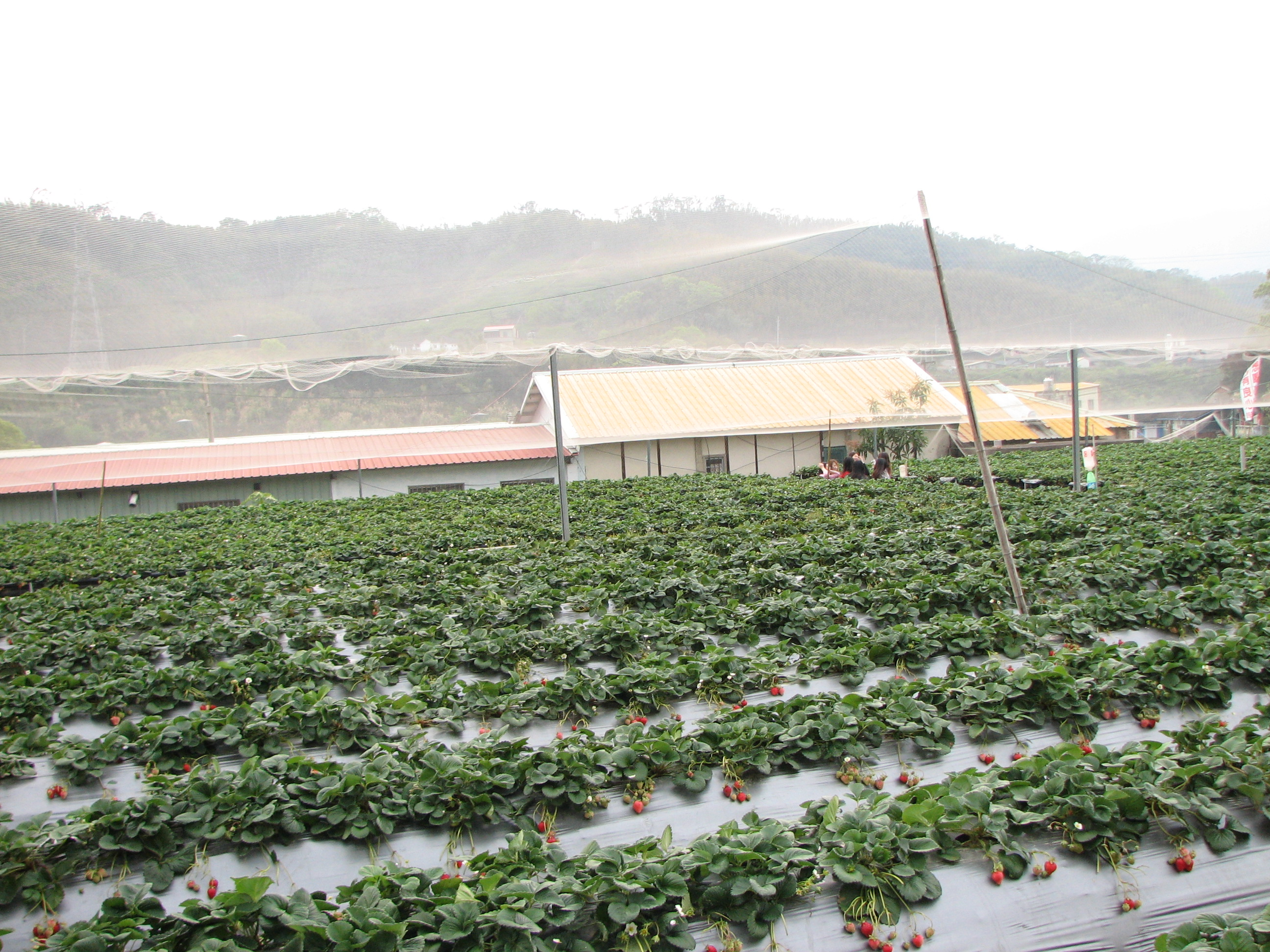
Плантация клубники

Бывают сорта сверхранние, ранние, ранне-средние, средние, среднепоздние и поздние. Кроме того, существуют ремонтантные сорта, в том числе и такая их разновидность, как сорта нейтрального дня (формируют зачатки цветков независимо от продолжительности светового дня, плодоношение этих сортов начинается раньше других ремонтантных сортов, например в московском регионе на 10—12 дней, интервал между летним и осенним плодоношением — около 3 недель, в отличие от порядка 8 недель обычных ремонтантных сортов).

## Культивируемые на территории России

### Красноплодные
- 'Альтаир'. Происхождение: 'Тотем' × 'Фестивальная'. Оригинатор: И.И. Богданова, Е.Ю. Невоструева, Г.В. Андреева, Свердловская селекционная станция садоводства. Сорт зимостойкий, средне-позднего срока созревания. Куст среднерослый, полураскидистый, облиственность хорошая. Усообразовательная способность средняя. Урожайность — 0,95 кг с 1 погонного метра. Масса ягоды в первом сборе — до 40 г, средняя масса за весь период сборов – 11,6 г. Ягоды почти цилиндрической формы (в первом сборе ребристые), с шейкой, оранжево-красной окраски. Семянки желтоватые, средне вдавленные в мякоть. Мякоть красная, сочная, среднеплотная, очень хорошего кисло-сладкого вкуса. Сорт слабо поражается пятнистостями листьев, серой гнилью в средней степени[2].
- 'Виктория'.
- 'Гигантелла Максима'. Куст высокий, на каждом 60–80 ягод, вес единичных ягод — до 140 г, размером 9х7 см.[3]
- 'Королева Елизавета' ('Queen Elizabet'). Ремонтантный сорт английской селекции. Ягоды крупные и очень крупные (до 40–50 г, в южных регионах или при выращивании под укрытием достигают 90 г), ярко-красного цвета, с плотной мякотью, транспортабельные, могут долго сохраняться на кустах. Плодоносит волнообразно, два–три раза за сезон (с конца мая до середины октября). Вкусовые качества ягод хорошие, но к сентябрю ухудшаются. Очень раннее плодоношение обеспечивается зимовкой уже сформировавшихся бутонов, при условии их невымерзания. Сорт нуждаются в непрерывном снабжении азотом и калием, фосфорные удобрения дают при подготовке почвы. Регулярные поливы обязательны. Выращивают в однолетней, максимум в двулетней культуре, так как со временем ягоды мельчают. Размножение вегетативное, молодыми розетками, которые образуются на усах. Может быть рекомендован для испытания во всех регионах в открытом и защищенном грунте на приусадебных участках. Сильно поражается серой гнилью.[3][4][5]
- 'Елизавета 2'.[6] Оригинатор: фирма «Донской питомник». Выведен из сорта «Королева Елизавета» в 2001 г. Кусты мощные, малооблиственные. Ягоды отличного качества, крупные и очень крупные (до 100–110 г), ярко-красные, с лакированной поверхностью и плотной мякотью, транспортабельные, подходят для замораживания, переработки, не развариваются. Созревают с начала июня до середины августа, при благоприятных условиях — до сентября–октября. Созревающие в конце сентября ягоды уже не такие вкусные. Кусты желательно обновлять ежегодно. Зимостойкость, устойчивость к болезням и вредителям — высокая. При прохладной погоде летом и осенью ягоды вытягиваются и становятся ещё крупнее. Агротехника: Посадка на грядки шириной 90–100 см в один ряд с расстоянием между кустами 70–80 см. При втором цветении появляются усы до наливания ягод 2-го урожая. Усы частично берут на воспроизводство, убирая при этом цветоносы, остальные усы плодоносят. Усы не обрезают, распределяют равномерно вдоль грядки с обеих сторон куста. Таким образом, грядка к осени имеет 3 рядка кустиков. Весной маточные (взрослые) кусты заменяют на новые, молодые. На каждом усе оставляют одну розетку. К концу сезона из розеток вырастают крупные, хорошо развитые кусты. С розеток, которые должны давать урожай в будущем году, в течение всего сезона до заморозков необходимо убирать усы и цветоносы.[3][7]
- 'Красавица Загорья'. Среднеранний сорт, выведен в 1933 г. в Московской области (Загорье) из сорта земляники садовой «Комсомолка». Куст невысокий, средней облиственности. Плоды крупные, до 40 г, качество ягод хорошее, урожайность (до 1–1.2 кг/м²), мало повреждается клещом. Недостатки — иногда подмерзает, поражается серой гнилью, не любит тяжелые суглинистые почвы.[3]

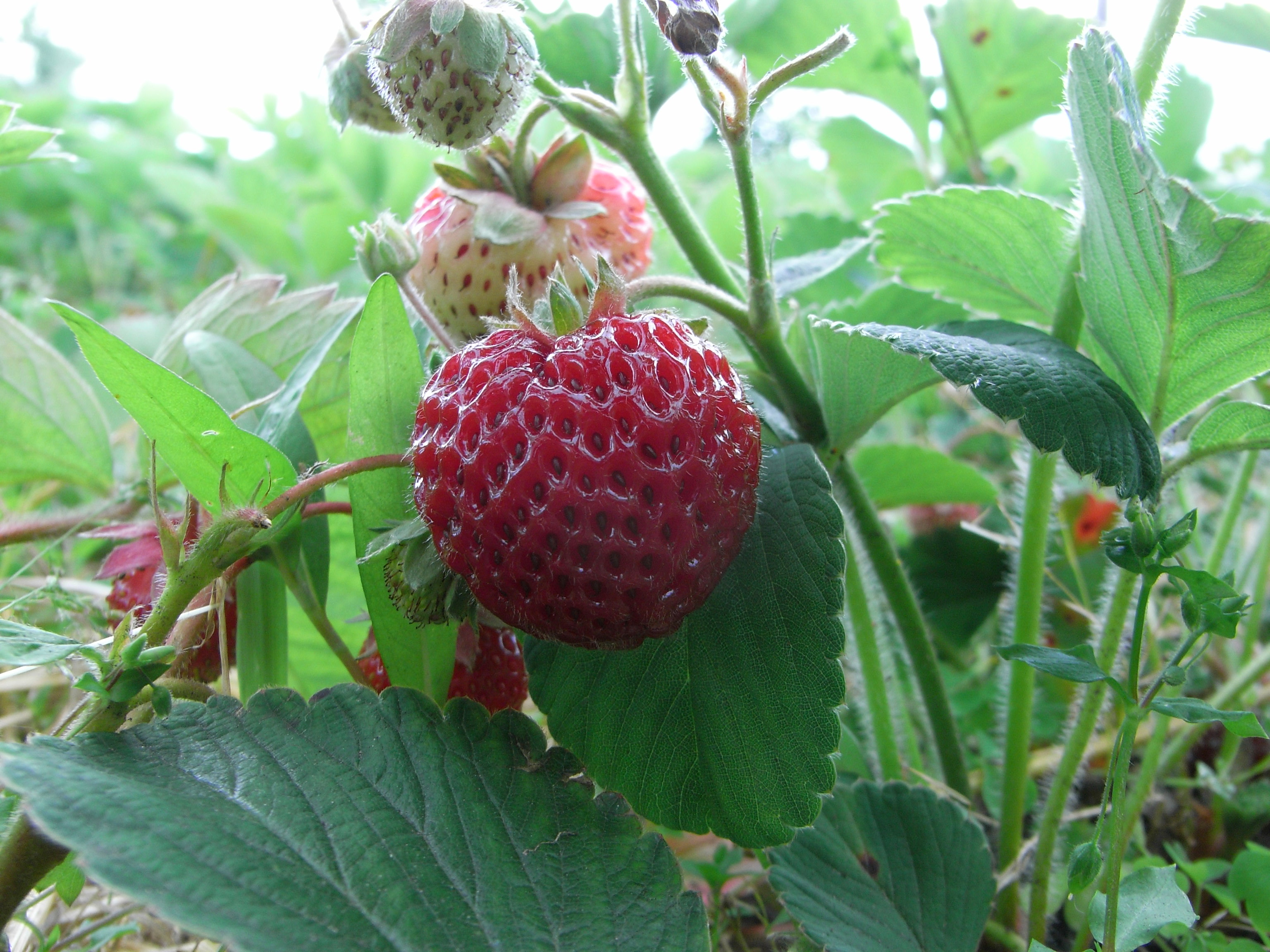
Сорт «Мице Шиндлер»

- 'Мице Шиндлер' ('Frau Mieze Schindler') (= 'Люцида перфекта' × 'Иоганн Мюллер'). Сорт выведен в Германии в 1933 г. Суперпозднего срока созревания с растянутым плодоношением. Кусты низкие небольшого размера, раскидистые, среднелиственные, лист — от мелкого до среднего, интенсивно тёмно-зелёный с синеватым оттенком, матово-блестящий. Цветоносы разветвлённые тонкие, цветки — женские (сорт-опылитель «Крупная урожайная»). Образует большое количество усов. Отдельные кусты могут проявлять ремонтантность на усах. Ягоды средних размеров 10—12 г (до 20), округло-плоской и округлой формы, часто ребристые, желобчатые, тёмно-красные (до полной спелости долго остаются светло-красными, блестящими). Семена глубоко погруженные, чашечка маленькая, чаще погруженная, трудно отделяемая. Мякоть плотная, тёмно-красная, сладкая, десертного вкуса: смесь ароматов лесной земляники и винограда и считается эталоном вкуса — один из лучших сортов (5 баллов). Есть ещё и народное название этого сорта – «ягода-малинка», и это полностью характеризует вкусовые качества сорта. Урожайность средняя, устойчивая (около 0,8 кг). Сорт относительно устойчив к мучнистой росе, серой гнили и земляничному клещу, требователен к поливу, восприимчив к белой пятнистости листьев и мучнистой росе, из-за чего выращивание в районах с повышенной влажностью исключается. Пользуется большой популярностью за высокие вкусовые качества ягод. Недостатки: однополые цветки, ягоды непригодны для замораживания[3][8].
- 'Незнакомка'. Куст сильнорослый, раскидистый. Ягоды крупные, округло-конические, срезанные снизу, с тёмно-красной кожицей. Мякоть плотная, тёмно-красная, вкус кисло-сладкий, ароматный. Вкусны в свежем виде, очень хорошо хранятся. Сорт морозостоек, относительно устойчив к грибным болезням.
- 'Сударушка' ('Sudarushka'). Происхождение: 'Фестивальная' × 'Роксана'. Оригинатор: Г. Д. Александрова, Ленинградская плодоовощная опытная станция. Куст мощный, полураскидистый, хорошо облиствённый. Образует много розеток. Усы светло-розовые. Цветоносы средней длины и толщины, расположены на уровне листьев или ниже. Соцветия компактные, многоцветковые. 
Ягоды яйцевидной формы, крупные, максимум 35 г, средняя масса 13 г, симметричные, без шейки. Кожица красная, блестящая. Семянки многочисленные, расположены почти на поверхности мякоти. Мякоть розовая, плотная, сочная, с приятным ароматом. Вкус кисло-сладкий, очень хороший. Дегустационная оценка — 4,5 балла. Сорт морозоустойчивый. Раннего срока созревания. Неплохо устойчив к болезням. Мало поражается серой гнилью. Урожайность высокая. Универсальный[9]. Средняя урожайность — 72,5 ц/га. На государственном сортоиспытании с 1992 года. Включен в государственный реестр в 2000 году по Северо-Западному региону.
- 'Талка' (= 'Гренадир' × 'Пурпуровая'). Оригинатор: И. В. Попова, Всероссийский селекционно-технологический институт садоводства и питомниководства. Раннего срока созревания. Урожайность высокая. Устойчив к мучнистой росе. Морозоустойчивый. Куст среднерослый, полураскидистый, хорошо облиствённый. Образует среднее количество розеток. Цветоносы средней длины, расположены на уровне листьев. Соцветия компактные, многоцветковые. Ягоды средней величины и крупные, средняя масса 9 г, максимум 28 г, округло-конической формы, с небольшой шейкой. Поверхность ягод ребристая. Кожица тёмно-красная. Семена красные. Мякоть красная, плотная, вкус хороший, кисло-сладкий. Рекомендуется для испытания в Центральном и Центрально-Чернозёмном регионах[10].
- 'Трибьют' ('Tribute'). Ремонтантный сорт. Куст: компактный, низкорослый. Цветоносы короткие и средние, расположены ниже уровня листьев. Ягоды: средние и крупные, симметричные, овальной формы. Кожица и мякоть плотные. Окраска кожицы блестящая, ярко-красная, окраска мякоти красная. Вкус: сладкий, со слабо выраженной кислотой, приятный. Мякоть плотная, сочная. Урожайность и зимостойкость высокие. Сорт устойчив к серой гнили и вертициллёзу[11].
- 'Царскосельская' ('Tsarskoselskaya'). Происхождение: 'Павловчанка' × 'Холидей'). Оригинатор: Г. Д. Александрова, Ленинградская плодоовощная опытная станция, 1987 г. Среднепозднего срока созревания. Куст полураскидистый, среднерослый, хорошо облиственный. Розетки многочисленные, бледно-красные. Цветоносы средней длины и толщины, расположены ниже уровня листьев. Соцветия многоцветковые, полураскидистые. Ягоды крупные, 12—14 г, максимум 29—33 г, овальной формы, симметричные, без шейки. В них содержится: сахара — 5,5 %, кислоты — 1,8 %, витамина С — 42 мг/%. Плодоножки тонкие. Кожица тёмно-красная, блестящая. Семянки, средневдавленные в мякоть, многочисленные. Мякоть тёмно-красная, плотная, сочная. Вкус кисло-сладкий, с ароматом, очень хороший. Дегустационная оценка — 5 баллов. Средняя урожайность — 73,6 ц/га. На государственном сортоиспытании — с 1992 года. Рекомендуется для испытания в Нечернозёмной зоне РФ. Включен в Госреестр по Центральному региону в 2002 году. Устойчивость к вертициллёзному увяданию и серой гнили повышенная. Урожайность высокая. Универсальный[12].
- 'Юния Смайдс' ('Yunia Smuds'). Оригинатор: Латвийский НИИ земледелия. Куст высокий, полураскидистый, густооблиствённый. Цветоносы средней длины, соцветия расположены на уровне листьев. Ягоды первого сбора крупные (до 30 г), тупоконической формы, с короткой шейкой, с бороздками. Последующие мельчают. Поверхность ягод красная, блестящая. Семянки погружены в мякоть. Мякоть красная, сочная, нежная, кисло-сладкая, со слабым ароматом. Срок созревания ранний. Урожайность — 80—100 кг с сотки. Растения достаточно зимостойкие, средней засухоустойчивости. Грибными болезнями поражаются в средней степени. Хорошо переносит морозы до −30 °С. В малоснежные зимы рекомендуется укрытие лапником.

### Белоплодные
- 'Белый Швед'. Сорт среднего срока созревания, шведской селекции. Ягоды крупные (около 25 г, а от первого сбора до 40 г), сладкие и ароматные, как ягоды крупноплодных традиционных сортов, практически белые с нежно розовым бочком, крупные, правильной конической формы. Мякоть нежная, гармоничного кисло-сладкого вкуса, с приятным земляничным ароматом. Куст среднерослый, компактный. Образует среднее количество усов, розетки усов небольшие. Сорт засухо и морозоустойчив, хорошо переносит зимнее колебание температур и оттепели, относительно устойчив к грибным болезням, не представляет интереса для птиц.[13][14] Фотографии ягод сорта.

### Декоративные
- 'C-141'. Сорт ремонтантный, цветки ярко-розовые, используется, как ампельное растение[15].
- 'Всемирный Дебют'. Ягоды сладкие, сорт ремонтантный, цветки розовые. Используется, как почвопокровное растение[15].
- 'Лизонька F1'. Гибрид первого поколения. Сорт ремонтантный, ранний, безусый, декоративный — с розовыми цветками. Ягоды крупные (до 30–40 г), плотные, тёмно-красные, отличного вкуса, сочные и сладкие. Урожайность — до 2,5 кг с куста. На одном месте можно выращивать 2 года.[3]

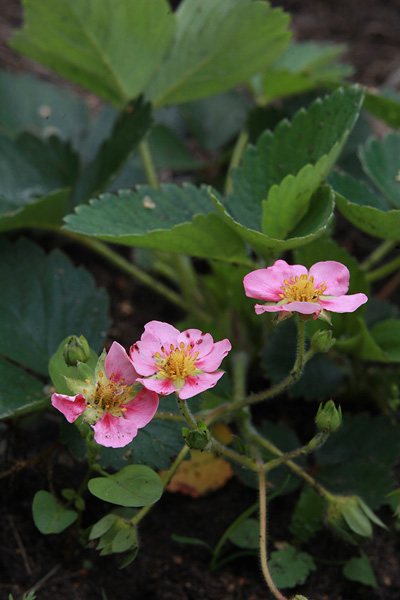
Сорт «Уралочка Розовая»

- 'Уралочка Розовая' ('Uralochka Pink'). Ремонтантный сорт отечественной селекции. Куст слаборослый, компактный. Лепестки цветов розовые. Цветение с мая по октябрь. Ягоды средней величины (15—18 г), ароматные, десертного вкуса. Усов образует много. Урожайность: 600—800 г с одного растения за сезон.
- 'Пинк Панда'. Относительно крупный размер ягод, ярко-розовая окраска цветков, ремонтантность. Используется, как бардюрное растение[15].
- 'Флориан'. Сорт ремонтантный, цветки бледно-розовые. Используется, как почвопокровное растение[15].

### Засорители
- 'Дубняк'. Сорт совершенно не образует цветоносов и не плодоносит. В начале лета дает очень много усов. Кусты мощные, густооблиственные. Листья тёмно-зелёные с блестящими долями. Прилистники красные. Необходимо вести не менее 2 раз за сезон очистку грядок, прочищать плантацию земляники. Иначе быстро размножается и вытесняет культурные сорта[3].

## Сорта, не районированные в России

### Красноплодные
- 'Легран'.

Куст среднерослый, полураскидистый, облиственность хорошая. Усообразовательная способнобность высока. Урожайность — 900г кг с 1 растения. Масса ягоды в первом сборе — до 50 г, средняя масса за весь период сборов – 30 г. Ягоды правильной конусной формы формы, окрас равмомерный с ярко выраженным блеском. Семянки желтоватые, средне вдавленные в мякоть. Мякоть красная, сочная, плотная, очень хорошего сладкого вкуса. Особенностью сорта является слабая подверженность характерным для земляники заболеваниям. Выращивают по двухлетней схеме, урожай второго года не уступает первому в качестве ягоды.

### Белоплодные

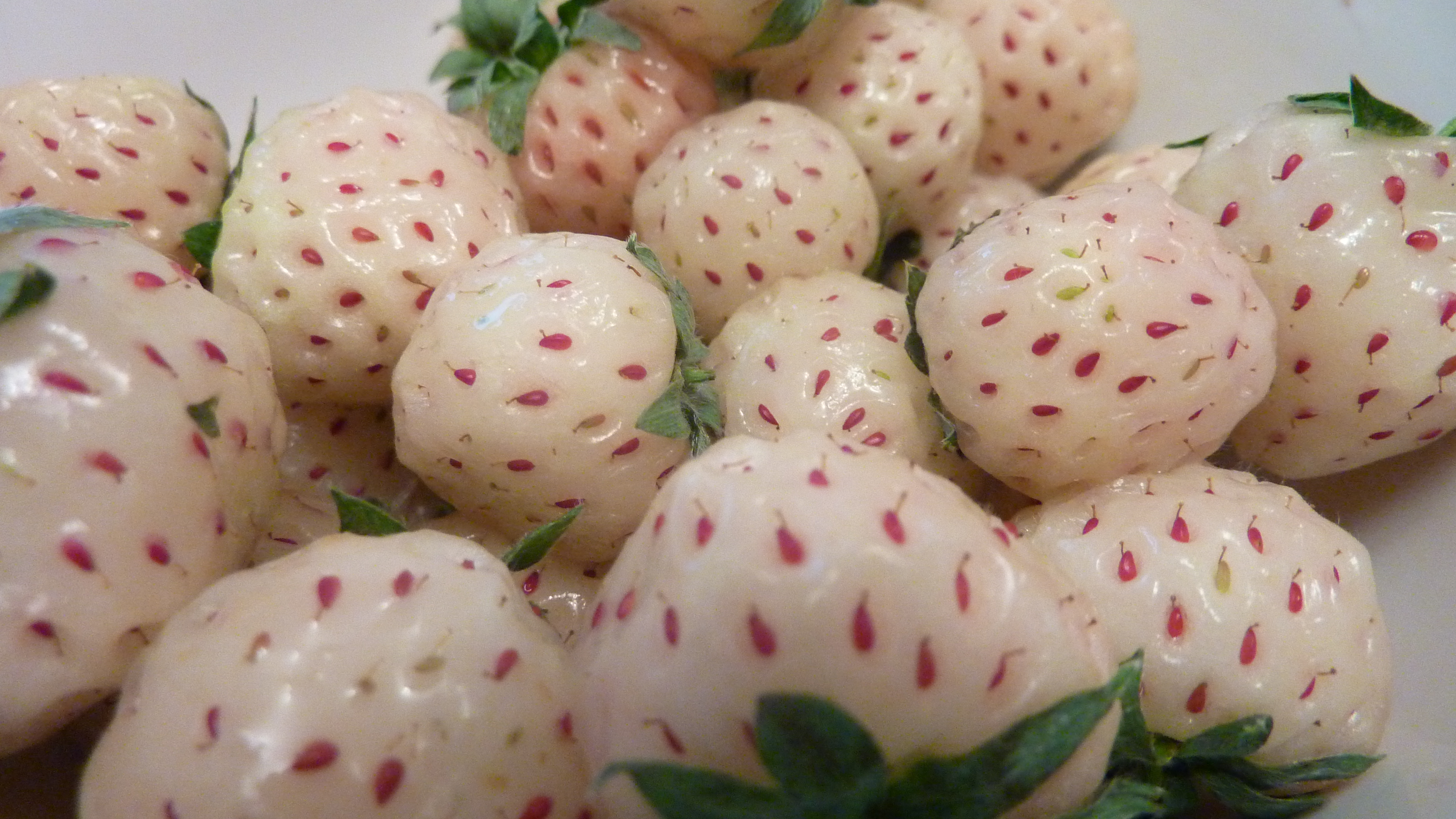
Сорт «Пайнберри»

- 'Пайнберри' ('Pineberry'). Оригинатор: VitalBerry BV (Нидерланды), автор — Ханс де Йонг[16]. В первой публикации на немецком языке в апреле 2009 года назван Ananaserdbeeren или земляника ананасная[17]. Представляет собой гибрид чилийской земляники, произрастающей в Южной Америке, и виргинской земляники, произрастающей в Северной Америке. Мякоть плода может варьироваться от белого до оранжевого цвета, имеет сильный аромат и вкус ананаса. К болезням эти ягоды устойчивы. Для рынка Великобритании ягоды были названы «пайнберри» (англ. pineberry)[18][19][20]. Пайнберри выведены из дикой земляники, происходящей из Южной Америки, где она была на грани исчезновения до 2003 года, когда группа голландских фермеров объединила усилия по сохранению вида. Зрелые ягоды почти полностью белые, но с красными семенами[21]. Пайнберри меньше, чем большинство сортов земляники садовой, размером от 15 до 23 мм. Она выращивается в теплицах, как и другие теплолюбивые сорта. Незрелые ягоды имеют зелёный цвет, затем белеют. Когда на ягодах появляется множество тёмно-красных семян, они считаются спелыми[20].

Белая земляника не является редкостью, другие белые сорта земляники садовой продаются в Великобритании под названиями white soul (белая душа) и white delight (белое наслаждение).